# Мостіпан Олександр Вікторович
Олександр Вікторович Мостіпан (14 вересня 1983, Київ, Українська РСР — 8 червня 2015, Красногорівка, Мар'їнський район, Донецька область, Україна) — український військовик, учасник війни на сході України, солдат, механік-радіотелеграфіст (28-ма окрема механізована бригада).

## Життєпис
Загинув в результаті наїзду на протитанкову міну та вибуху військового автомобіля ГАЗ-53, який перевозив боєзапас на позиції українських військ. Тоді ж загинули сержант Олексій Герега, старший солдат Сергій Бедрій, солдати Олексій Бобкін, Олег Дорошенко, Сергій Керницький, Максим Чорнокнижний.
Похований м. Київ, Берковецьке кладовище, діл. № 86, р. 4, м. 14.
По смерті залишились дружина та дві доньки.

## Нагороди та вшанування
- Указом Президента України № 161/2017 від 13 червня 2017 року «за особисту мужність, виявлену у захисті державного суверенітету та територіальної цілісності України, самовіддане виконання військового обов'язку» нагороджений орденом «За мужність» III ступеня (посмертно)[2].